# Abella
Pour les articles homonymes, voir Abella (homonymie).
Abella, également connue sous le nom d'Abella de Salerne, est une femme médecin italienne du milieu du XIVe siècle.

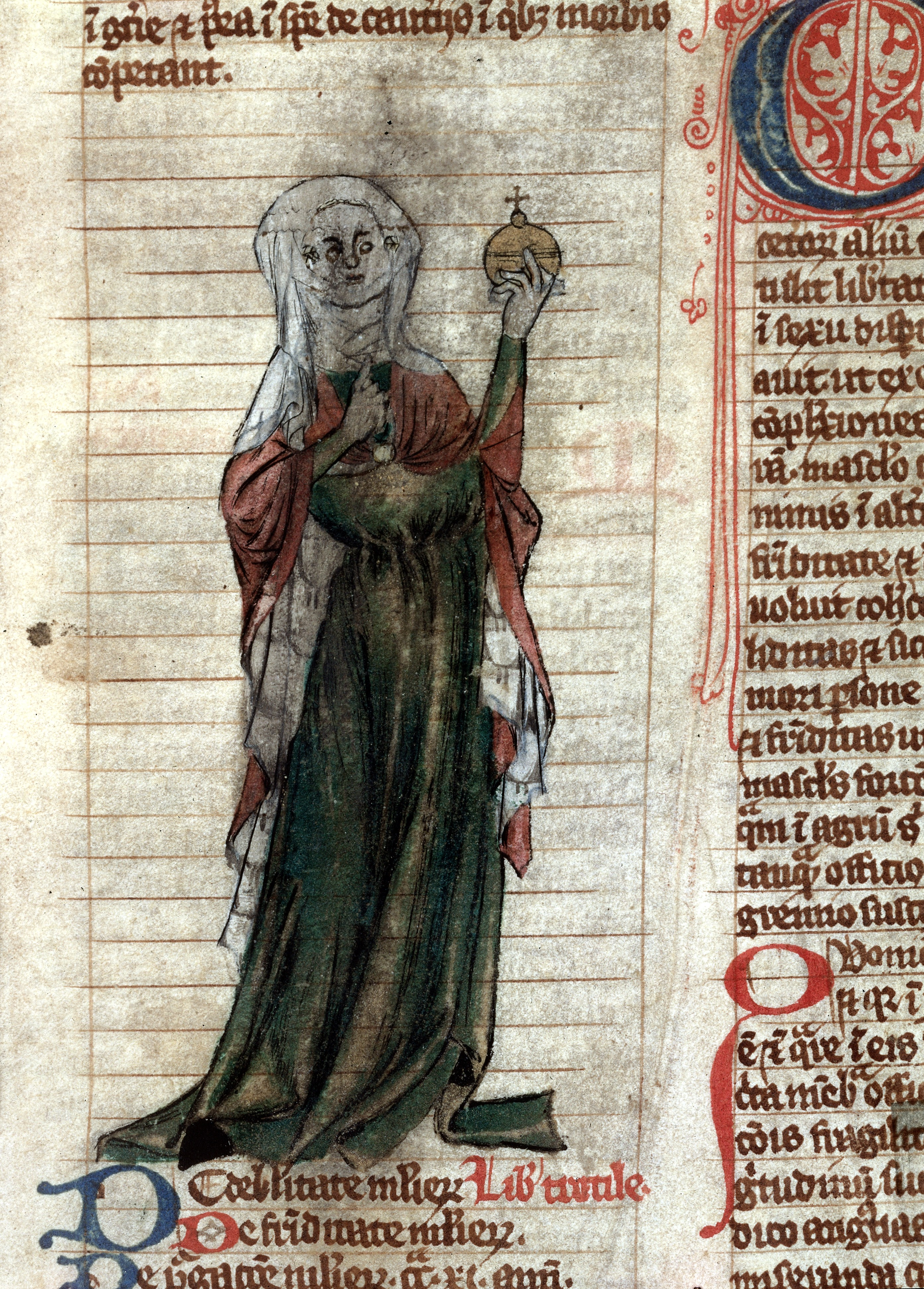
Enluminure représentant une femme-médecin du XiVE siècle.

## Publications
Abella publie au moins deux traités qui sont aujourd'hui perdus, intitulés De atra bile et De natura seminis humani.